# Europese kampioenschappen kunstschaatsen 1938
De Europese Kampioenschappen kunstschaatsen 1938 was de 37e editie voor de mannen en de negende editie voor de vrouwen en paren van het jaarlijks evenement dat georganiseerd wordt door de Internationale Schaatsunie (ISU).
De kampioenschappen voor de mannen en vrouwen vonden plaats in Sankt Moritz. Het was de derde keer dat een EK kampioenschap in Sankt Moritz plaatsvond, eerder werden de toernooien van 1931 (vrouwen en paren) en 1935 er gehouden. Het was de tiende keer dat een EK kampioenschap in Zwitserland plaatsvond, eerder werden de kampioenschappen voor de mannen van 1899, 1904, 1906, 1922, 1924, 1926 en 1929 in Davos gehouden.
Het kampioenschap voor de paren vond plaats in Troppau. Het was de tweede keer dat een EK kampioenschap in Troppau plaatsvond, eerder werd het toernooi voor de mannen van 1928 er gehouden. Het was voor de vierde keer dat een EK kampioenschap in Tsjecho-Slowakije werd georganiseerd, eerder vonden de EK kampioenschappen van 1934 (vrouwen en paren) en 1937 in Praag plaats.

## Historie
De Duitse en Oostenrijkse schaatsbond, verenigd in de "Deutscher und Österreichischer Eislaufverband", organiseerden zowel het eerste EK Schaatsen voor mannen als het eerste EK Kunstschaatsen voor mannen in 1891 in Hamburg, in toen nog het Duitse Keizerrijk, nog voor het ISU in 1892 werd opgericht. De internationale schaatsbond nam in 1892 de organisatie van het EK kunstschaatsen over. In 1895 werd besloten voortaan het WK kunstschaatsen te organiseren en kwam het EK te vervallen. In 1898, na twee jaar onderbreking, vond toch weer een herstart plaats van het EK kunstschaatsen.
De vrouwen en paren zouden vanaf 1930 jaarlijks om de Europese titel strijden. De ijsdansers streden vanaf 1954 om de Europese titel in het kunstschaatsen.

## Deelname
Er namen deelnemers uit negen landen deel aan deze kampioenschappen. Zij vulden 32 startplaatsen in de drie disciplines in.
(Tussen haakjes het totaal aantal startplaatsen over de disciplines.)
| nazi-Duitsland (7) Oostenrijk (7) Verenigd Koninkrijk (7) Hongarije (3) Tsjecho-Slowakije (3) | Zwitserland (2) Denemarken (1) Frankrijk (1) Polen (1) |

## Medaille verdeling
Bij de mannen prolongeerde Felix Kaspar zijn in 1937 veroverde Europese titel, het was zijn derde medaille, in 1935 werd hij tweede. Graham Sharp op de tweede plaats veroverde ook zijn derde medaille, in 1936 en 1937 werd hij ook tweede. Ook voor Elemér Terták op de derde plaats was het zijn tweede medaille, 1934 werd hij derde.
Bij de vrouwen was het erepodium voor het eerst een kopie van het voorgaande jaar. Cecilia Colledge prolongeerde haar Europese titel, het was haar vijfde medaille, in 1933 en 1936 werd ze tweede en in 1935 derde. Megan Taylor op de tweede plaats stond voor de derde keer op het erepodium, in 1936 werd ze derde. Voor Emmy Putzinger op plaats drie was het haar tweede medaille bij het EK kunstschaatsen.
Bij het paarrijden veroverde Maxi Herber / Ernst Baier voor de vierde keer op rij de Europese titel. Het was hun vierde medaille als paar, voor Baier was het inclusief de vier medailles bij de mannen zijn achtste EK medaille. Ilse Pausin / Erich Pausin op plaats twee, veroverden hun tweede medaille, ook in 1937 werden ze tweede. Het paar Inge Koch / Gunther Noackop de derde plaats veroverden hun eerste EK medaille.
| Discipline | Goud                      | Zilver                     | Brons                     |
| ---------- | ------------------------- | -------------------------- | ------------------------- |
| Mannen     | Felix Kaspar              | Graham Sharp               | Herbert Alward            |
| Vrouwen    | Cecilia Colledge          | Megan Taylor               | Emmy Putzinger            |
| Paren      | Maxi Herber / Ernst Baier | Ilse Pausin / Erich Pausin | Inge Koch / Gunther Noack |

## Uitslagen
| #      | naam (deelname)     | land                                      | pc |
| ------ | ------------------- | ----------------------------------------- | -- |
| Goud   | Felix Kaspar (5)    | Vlag van Oostenrijk                       |    |
| Zilver | Graham Sharp (3)    | Vlag van Verenigd Koninkrijk              |    |
| Brons  | Herbert Alward (2)  | Vlag van Oostenrijk                       |    |
| 4      | Horst Faber (2)     | Vlag van nazi-Duitsland                   |    |
| 5      | Elemér Terták (5)   | Vlag van Hongarije (1915-1918, 1919-1946) |    |
| 6      | Freddie Tomlins (3) | Vlag van Verenigd Koninkrijk              |    |
| 7      | Edi Rada            | Vlag van Oostenrijk                       |    |
| 8      | Gunther Lorenz (2)  | Vlag van nazi-Duitsland                   |    |
| 9      | Per Cock-Clausen    | Vlag van Denemarken                       |    |

| #      | naam (deelname)       | land                                      | pc |
| ------ | --------------------- | ----------------------------------------- | -- |
| Goud   | Cecilia Colledge (5)  | Vlag van Verenigd Koninkrijk              |    |
| Zilver | Megan Taylor (4)      | Vlag van Verenigd Koninkrijk              |    |
| Brons  | Emmy Putzinger (3)    | Vlag van Oostenrijk                       |    |
| 4      | Maxi Herber (4)       | Vlag van nazi-Duitsland                   |    |
| 5      | Lydia Veicht          | Vlag van nazi-Duitsland                   |    |
| 6      | Angela Anderes        | Vlag van Zwitserland                      |    |
| 7      | Gladys Jagger (3)     | Vlag van Verenigd Koninkrijk              |    |
| 8      | Eva Nyklova           | Vlag van Tsjechië                         |    |
| 9      | Hanne Niernberger (2) | Vlag van Oostenrijk                       |    |
| 10     | Daphne Walker         | Vlag van Verenigd Koninkrijk              |    |
| 11     | Pamela Stephany       | Vlag van Verenigd Koninkrijk              |    |
| 12     | Lissy König           | Vlag van Oostenrijk                       |    |
| 13     | Nadine Szilassy (2)   | Vlag van Hongarije (1915-1918, 1919-1946) |    |
| 14     | Susi Demoll           | Vlag van nazi-Duitsland                   |    |
| 15     | Inge Manger           | Vlag van Zwitserland                      |    |
| 16     | Jacqueline Bossoutrot | Vlag van Frankrijk                        |    |
| 17     | Zdenka Porgesova      | Vlag van Tsjechië                         |    |

| Er deden zes paren uit vijf landen mee. De Europees kampioen Ernst Baier nam voor de negende keer deel aan een EK kampioenschap, van 1929-1933 en in 1935, 1936 nam hij deel bij de mannen en van 1935-1937 bij de paren. De paren Pausin / Pausin en Szekrenyessy / Szekrenyessy waren de paren met de meeste deelnames, zijn namen voor de derde keer deel. Voor Fritz Lesk was het zijn derde EK deelname, in 1934 en 1935 nam hij deel met Traute Jager. \| # \| naam (deelname) \| land \| pc \| \| ------ \| ------------------------------------------------ \| ----------------------------------------- \| -- \| \| Goud \| Maxi Herber (4) Ernst Baier (9) \| Vlag van nazi-Duitsland \| \| \| Zilver \| Ilse Pausin (3) Erich Pausin (3) \| Vlag van Oostenrijk \| \| \| Brons \| Inge Koch (2) Gunther Noack (2) \| Vlag van nazi-Duitsland \| \| \| 4 \| Piroska Szekrenyessy (3) Attila Szekrenyessy (3) \| Vlag van Hongarije (1915-1918, 1919-1946) \| \| \| 5 \| Stephanie Kalusz (2) Erwin Kalusz (2) \| Vlag van Polen (1928-1980) \| \| \| 6 \| A. Wachter Fritz Lesk (3) \| Vlag van Tsjechië \| \| |                                                  |                                           |    |
| # | naam (deelname)                                  | land                                      | pc |
| Goud | Maxi Herber (4) Ernst Baier (9)                  | Vlag van nazi-Duitsland                   |    |
| Zilver | Ilse Pausin (3) Erich Pausin (3)                 | Vlag van Oostenrijk                       |    |
| Brons | Inge Koch (2) Gunther Noack (2)                  | Vlag van nazi-Duitsland                   |    |
| 4 | Piroska Szekrenyessy (3) Attila Szekrenyessy (3) | Vlag van Hongarije (1915-1918, 1919-1946) |    |
| 5 | Stephanie Kalusz (2) Erwin Kalusz (2)            | Vlag van Polen (1928-1980)                |    |
| 6 | A. Wachter Fritz Lesk (3)                        | Vlag van Tsjechië                         |    |

Medaillewinnaars

Mannen · 
Vrouwen ·
Paren · 
IJsdansen

Toernooi

1891 · 
1892 · 
1893 · 
1894 · 
1895 · 
1896-1897 · 
1898 · 
1899 · 
1900 · 
1901 · 
1902-1903 · 
1904 · 
1905 · 
1906 · 
1907 · 
1908 · 
1909 · 
1910 · 
1911 · 
1912 · 
1913 · 
1914 · 
1915-1921 · 
1922 · 
1923 · 
1924 · 
1925 · 
1926 · 
1927 · 
1928 · 
1929 · 
1930 · 
1931 · 
1932 · 
1933 · 
1934 · 
1935 · 
1936 · 
1937 · 
1938 · 
1939 ·
1940-1946 · 
1947 · 
1948 · 
1949 · 
1950 · 
1951 · 
1952 · 
1953 · 
1954 · 
1955 · 
1956 · 
1957 · 
1958 · 
1959 · 
1960 · 
1961 · 
1962 · 
1963 · 
1964 · 
1965 · 
1966 · 
1967 · 
1968 · 
1969 · 
1970 · 
1971 · 
1972 · 
1973 · 
1974 · 
1975 · 
1976 · 
1977 · 
1978 · 
1979 · 
1980 · 
1981 · 
1982 · 
1983 · 
1984 · 
1985 · 
1986 · 
1987 · 
1988 · 
1989 · 
1990 · 
1991 · 
1992 · 
1993 · 
1994 · 
1995 ·
1996 · 
1997 · 
1998 · 
1999 · 
2000 · 
2001 · 
2002 · 
2003 · 
2004 · 
2005 · 
2006 ·
2007 ·
2008 ·
2009 ·
2010 ·
2011 ·
2012 ·
2013 ·
2014 ·
2015 ·
2016 ·
2017 ·
2018 ·
2019 ·
2020 ·
2021 · 
2022 · 
2023 · 
2024 · 
2025

WK kunstschaatsen ·
WK kunstschaatsen junioren ·
Viercontinentenkampioenschap ·
Olympische Spelen